# Katholieke Kerk in Mozambique

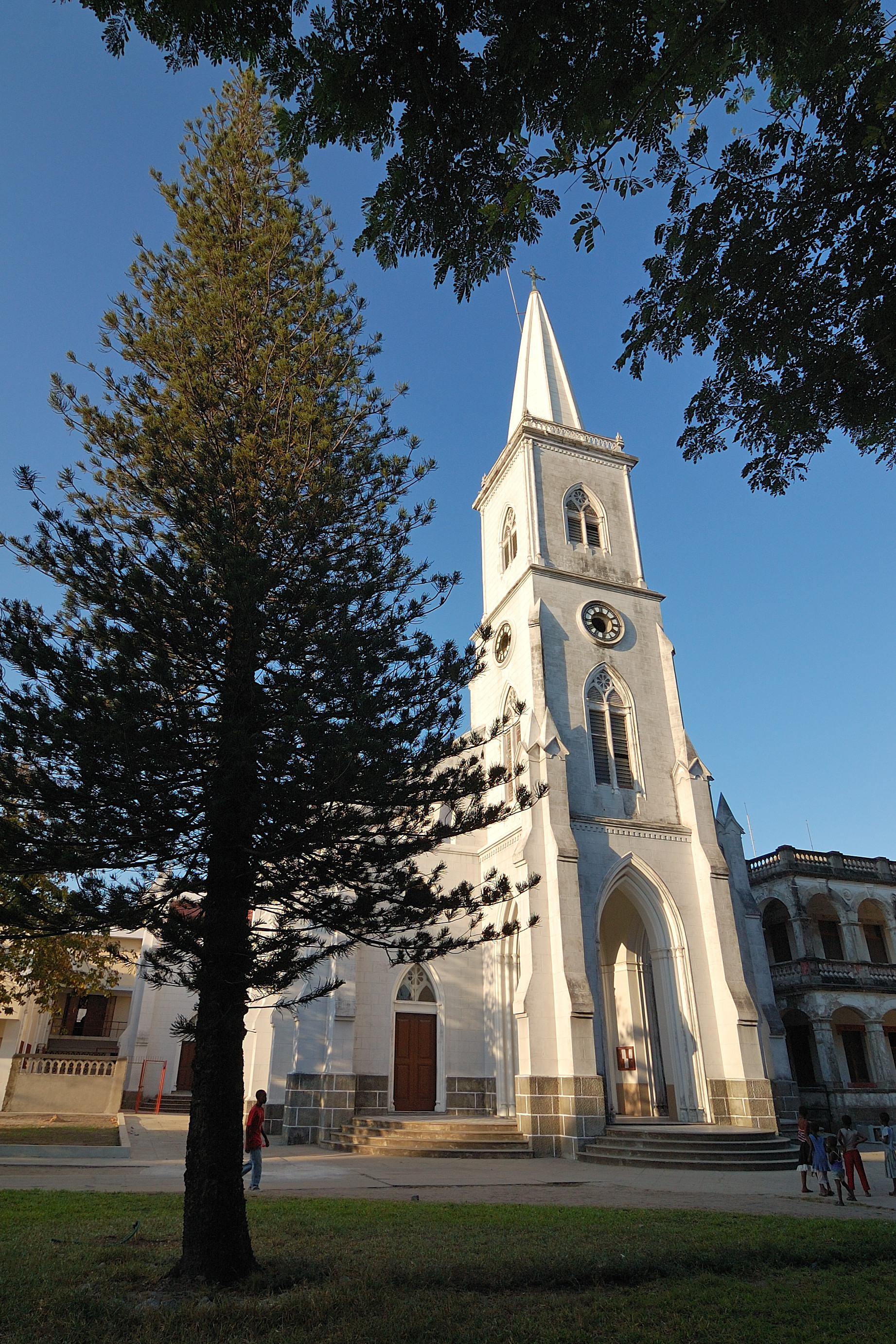
Kathedraal van Beira

De Katholieke Kerk in Mozambique is een onderdeel van de wereldwijde Katholieke Kerk, onder het geestelijk leiderschap van de paus en de curie in Rome.
In 2005 waren ongeveer 4.294.000 (23%) inwoners van Mozambique katholiek. Mozambique bestaat uit 12 bisdommen, waaronder drie aartsbisdommen, verdeeld over drie kerkprovincies. De bisschoppen zijn lid van de bisschoppenconferentie van Mozambique. President van de bisschoppenconferentie is Tomé Makhweliha, aartsbisschop van Nampula. Verder is men lid van de Inter-Regional Meeting of Bishops of Southern Africa en de Symposium des Conférences Episcoaples d’Afrique et de Madagascar.
Mozambique heeft een kardinaal gehad, Alexandre José Maria dos Santos (1988-2021).
Apostolisch nuntius voor Mozambique is aartsbisschop Luís Miguel Muñoz Cárdaba.

## Bisdommen

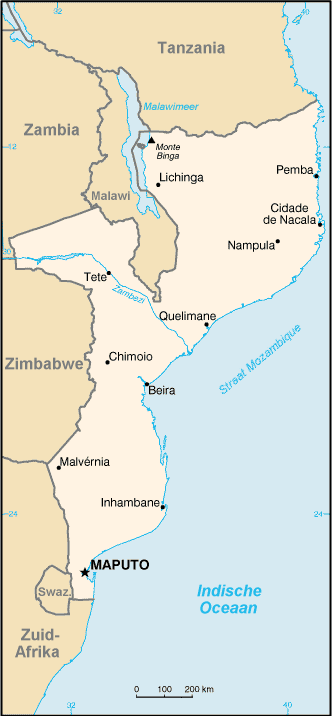
Mozambique

- Aartsbisdom Beira
  - Bisdom Chimoio
  - Bisdom Quelimane
  - Bisdom Tete
- Aartsbisdom Maputo
  - Bisdom Inhambane
  - Bisdom Xai-Xai
- Aartsbisdom Nampula
  - Bisdom Alto Molócuè
  - Bisdom Gurué
  - Bisdom Lichinga
  - Bisdom Nacala
  - Bisdom Pemba

## Nuntius
- Apostolisch delegaat
  - Aartsbisschop Francesco Colasuonno (6 december 1974 – 8 januari 1985, later kardinaal)
  - Aartsbisschop Patrick Coveney (27 juli 1985 – 25 januari 1990)
  - Aartsbisschop Giacinto Berloco (15 maart 1990 – 17 juli 1993)
  - Aartsbisschop Peter Stephan Zurbriggen (13 november 1993 – 22 februari 1996)
- Apostolisch nuntius
  - Aartsbisschop Peter Stephan Zurbriggen (22 februari 1996 – 13 juni 1998)
  - Aartsbisschop Juliusz Janusz (26 september 1998 – 9 april 2003)
  - Aartsbisschop George Panikulam (3 juli 2003 – 24 oktober 2008)
  - Aartsbisschop Antonio Arcari (12 december 2008 - 5 juli 2014)
  - Aartsbisschop Edgar Peña Parra (21 februari 2015 - 15 augustus 2018)
  - Aartsbisschop Piergiorgio Bertoldi (19 maart 2019 - 18 mei 2023)
  - Aartsbisschop Luís Miguel Muñoz Cárdaba (23 januari 2024 - heden)